# Bandai
Bandai Co, Ltd. (株式会社バンダイ, Kabushiki-gaisha Bandai) este o companie japoneză multinațională de fabricare și distribuție de jucării cu sediul în Taitō, Tokyo. Brațele sale internaționale, Bandai Namco Toys & Collectables America și Bandai UK, au respectiv sediile în Irvine, California, și Richmond, Londra. Din 2005, Bandai este divizia de producție de jucării a Bandai Namco Holdings, în prezent a doua cea mai mare companie de jucării din lume după venituri totale. Între 1981 și 2001, Bandai a fost un producător de console de jocuri video.
Bandai a fost fondat de veteranul celui de Al Doilea Război Mondial Naoharu Yamashina ca Bandai-Ya pe 5 iulie 1950, ca o desprindere corporativă al unui vânzător angro de textile. Compania a început ca un distribuitor de jucării metalice și inele de înot din cauciuc înainte să se mute la mașini de metal și modele de aeronave. A fost redenumit Bandai Co., Ltd. în 1961 și a obținut succes considerabil cu figurinele de acțiune ale sale bazate pe anime-ul Astro Boy.